# Быстрая (приток Подрезчихи)
Быстрая — река в России, протекает в Нагорском районе Кировской области. Устье реки находится в 37 км по левому берегу реки Подрезчиха. Длина реки составляет 11 км.
Исток реки на Северных Увалах в 12 км западнее деревни Исаковцы (Мулинское сельское поселение) и в 28 км к северо-востоку от Нагорска. Река течёт на северо-восток, затем на юго-восток по ненаселённому лесу.

## Данные водного реестра
По данным государственного водного реестра России относится к Камскому бассейновому округу, водохозяйственный участок реки — Вятка от истока до города Киров, без реки Чепца, речной подбассейн реки — Вятка. Речной бассейн реки — Кама.
Код объекта в государственном водном реестре — 10010300212111100030351.